# 대한민국의 공립 박물관 목록
대한민국의 있는 공립박물관 전체 목록이다.
| 박물관                   | 주소                                                       | 웹사이트                         |
| ------------------------ | ---------------------------------------------------------- | -------------------------------- |
| 강릉시오죽헌시립박물관   | 강원특별자치도 강릉시 율곡로3139번길 24                    |                                  |
| 강진청자자료박물관       | 전라남도 강진군 대구면 청자촌길 21-11                      |                                  |
| 거창박물관               | 경상남도 거창군 거창읍 수남로 2181                         |                                  |
| 경기도박물관             | 경기도 용인시 기흥구 상갈로 6                              |                                  |
| 고성공룡박물관           | 경상남도 고성군 하이면 자란만로 618                        |                                  |
| 광주광역시립미술관       | 광주광역시 북구 하서로 52                                  |                                  |
| 광주광역시립민속박물관   | 광주광역시 북구 비엔날레로 111                             |                                  |
| 군립의령박물관           | 경상남도 의령군 의령읍 의병로24길 25-7                     | [ 깨진 링크 ( 과거 내용 찾기 ) ] |
| 나주배박물관             | 전라남도 나주시 금천면 영산로 5838                         |                                  |
| 남해향토역사관           | 경상남도 남해군 서면 서상리 1316-5                         | [ 깨진 링크 ( 과거 내용 찾기 ) ] |
| 대관령박물관             | 강원특별자치도 강릉시 성산면 대관령옛길 1                  |                                  |
| 대구섬유박물관           | 대구광역시 동구 팔공로 227                                 |                                  |
| 대성동고분박물관         | 경상남도 김해시 가야의길 126                               |                                  |
| 대전시립미술관           | 대전광역시 서구 둔산대로 135                               |                                  |
| 대전시향토사료관         | 대전광역시 중구 서문로 10                                  |                                  |
| 독도박물관               | 경상북도 울릉군 울릉읍 도동리 653                          |                                  |
| 문신미술관               | 경상남도 창원시 마산합포구 문신길 147                      |                                  |
| 목포자연사박물관         | 전라남도 목포시 남농로 135                                 | 보관됨 2011-11-19 - 웨이백 머신  |
| 옛길박물관               | 경상북도 문경시 문경읍 새재로 944                          |                                  |
| 문경석탄박물관           | 경상북도 문경시 가은읍 왕능길 112                          |                                  |
| 미륵사지 유물전시관      | 전라북도 익산시 금마면 미륵사지로 362                      |                                  |
| 밀양시립박물관           | 경상남도 밀양시 밀양대공원로 100                           |                                  |
| 보령석탄박물관           | 충청남도 보령시 성주면 성주산로 508                        |                                  |
| 보성군립백민미술관       | 전라남도 보성군 문덕면 죽산길 168-14                       |                                  |
| 복천박물관               | 부산광역시 동래구 복천로 63                                |                                  |
| 부산시립미술관           | 부산광역시 해운대구 APEC로 58                              |                                  |
| 부산박물관               | 부산광역시 남구 유엔로 152                                 |                                  |
| 부천교육박물관           | 경기도 부천시 소사로 482                                   |                                  |
| 부천수석박물관           | 경기도 부천시 소사로 482 종합운동장내                      |                                  |
| 부천유럽자기박물관       | 경기도 부천시 소사로 482 종합운동장내                      |                                  |
| 삼척시립박물관           | 강원도 삼척시 엑스포로 54                                  |                                  |
| 상주자전거박물관         | 경상북도 상주시 용마로 415                                 |                                  |
| 국립제주박물관           | 제주특별자치도 제주시 일주동로 17                          |                                  |
| 감귤박물관               | 제주특별자치도 서귀포시 월라봉로34번길 41-20 월라봉공원 내 |                                  |
| 기당미술관               | 제주특별자치도 서귀포시 남성중로153번길 15                 |                                  |
| 이중섭미술관             | 제주특별자치도 서귀포시 태평로371번길 7                    |                                  |
| 서대문자연사박물관       | 서울특별시 서대문구 연희로32길 51                          |                                  |
| 서울교육박물관           | 서울특별시 종로구 북촌로5길 48                             |                                  |
| 서울시립미술관           | 서울특별시 중구 덕수궁길 61                                |                                  |
| 서울시립미술관경희궁분관 | 서울특별시 중구 새문안로 55                                |                                  |
| 서울시립미술관남서울분관 | 서울특별사 관악구 남부순환로 2080                          |                                  |
| 서울역사박물관           | 서울특별시 종로구 새문안로 55                              |                                  |
| 성호기념관               | 경기도 안산시 상록구 성호로 113                            | 보관됨 2009-08-19 - 웨이백 머신  |
| 안동시립민속박물관       | 경상북도 안동시 민속촌길 13                                |                                  |
| 안성맞춤박물관           | 경기도 안성시 대덕면 서동대로 4726-15                      |                                  |
| 양구군립박수근미술관     | 강원특별자치도 양구군 양구읍 박수근로 265-15               |                                  |
| 양구선사박물관           | 강원특별자치도 양구군 양구읍 금강산로 439-52               |                                  |
| 여주시향토사료관         | 경기도 여주시 신륵사길 6-8                                 |                                  |
| 영동난계국악박물관       | 충청북도 영동군 심천면 국악로 9                            |                                  |
| 영일민속박물관           | 경상북도 포항시 북구 흥해읍 한동로 51                      |                                  |
| 이천시립박물관           | 경기도 이천시 경충대로2697번길 172 설봉공원 내             |                                  |
| 인천광역시립박물관       | 인천광역시 연수구 청량로160번길 26                         |                                  |
| 자연생태박물관           | 경기도 부천시 길주로 660 부천식물원 내                     |                                  |
| 자유수호평화박물관       | 경기도 동두천시 평화로2910번길 96-63                       |                                  |
| 잠사과학박물관           | 경기도 수원시 권선구 서둔동 61-2                           |                                  |
| 전라남도농업박물관       | 전라남도 영암군 삼호읍 녹색로 653-15                       |                                  |
| 전라남도옥과미술관       | 전라남도 곡성군 옥과면 미술관로 288                        |                                  |
| 전쟁기념관               | 서울시 용산구 이태원로 29                                  |                                  |
| 전주역사박물관           | 전라북도 전주시 완산구 쑥고개로 259                        |                                  |
| 제주교육박물관           | 제주특별자치도 제주시 제주시 오복4길 25                    |                                  |
| 제주도민속자연사박물관   | 제주특별자치도 제주시 삼성로 40                            |                                  |
| 지구촌민속교육박물관     | 서울특별시 중구 소파로 46 서울특별시교육연구정보원 2~3층   |                                  |
| 진천종박물관             | 충청북도 진천군 진천읍 백곡로 1504-12                      |                                  |
| 창녕박물관               | 경상남도 창녕군 창녕읍 창밀로 34                           |                                  |
| 청주고인쇄박물관         | 충청북도 청주시 흥덕구 직지대로 713                        |                                  |
| 청주백제유물전시관       | 충청북도 청주시 흥덕구 1순환로438번길 9                    |                                  |
| 충주박물관               | 충청북도 충주시 가금면 중앙탑길 112-28                     |                                  |
| 충청북도잠사박물관       | 충청북도 청원군 강내면 청주역로 213-52                     |                                  |
| 태백석탄박물관           | 강원특별자치도 태백시 천제단길 195                         |                                  |
| 판소리박물관             | 전라북도 고창군 고창읍 동리로 100                          |                                  |
| 하남역사박물관           | 경기도 하남시 역말로 71                                    |                                  |
| 한국만화박물관           | 경기도 부천시 길주로 1                                     |                                  |
| 한밭교육박물관           | 대전광역시 동구 대전로867번길 12                           |                                  |
| 한성백제박물관           | 서울특별시 송파구 위례성대로 71                            |                                  |
| 허준박물관               | 서울특별시 강서구 허준로 87                                |                                  |
| 홍주성역사관             | 충청남도 홍성군 홍성읍 아문길 20                           |                                  |
| 화성시 역사박물관        | 경기도 화성시 향남읍 행정동로96                            |                                  |